# Sistem fizic
Un sistem fizic este un sistem format din corpuri și din câmpuri de forță (electrice, magnetice, nucleare etc.), considerat din punctul de vedere al proprietăților sale fizice. Sistemul fizic este un ansamblu de particule sau de câmpuri în strânsă interdependență între ele, aflate într-un spațiu limitat care poate fi studiat din punct de vedere al proprietăților sale fizice sau al interacțiunilor cu mediul ambiant. Orice este în afara sistemului este cunoscut ca mediu care este ignorat, cu excepția efectelor sale asupra sistemului. Sistemele fizice sunt construcții conceptuale, pentru modelarea și analiza fenomenelor fizice. Ca și construcție conceptuală pentru analiza obiectelor fizicii, noțiunea de sistem este inseparabilă de noțiunea de model științific. Sistemele fizice sunt deseori caracterizate în relație cu modelele aplicate studiului acestor sisteme: se vorbește astfel de sistem cuantic în opoziție cu un sistem clasic, dacă fenomene cuantice sunt întâlnite în cadrul sistemului, etc.
Un sistem fizic poate fi:
- conservativ, în care intervin doar interacțiuni prin forțe conservative (de exemplu un sistem de puncte materiale sub acțiunea exclusivă a gravitației);
- neconservativ, în care intervin interacțiuni prin forțe neconservative (de exemplu frecarea).

Dacă sistemul este considerat atât din punctul de vedere al proprietăților sale fizice, cât și al proprietăților sale chimice (în special în termodinamică), se vorbește despre un sistem fizicochimic.
Dacă sistemul e format din două faze (vezi articolul stare de agregare), din care una este foarte fin divizată și dispersată într-o fază continuă, se vorbește despre un sistem fizico-chimic dispers. Proprietatea specifică a acestor sisteme este marea suprafață de contact dintre cele două faze, de care depind multe proprietăți ale sistemului.